# EUCAP Sahel Níger
La EUCAP Sahel Níger, siglas en inglés de la Misión de Capacitación de la Unión Europea en Níger es una misión civil de desarrollo de capacidades en Níger, lanzada por la UE en 2012 en el marco de su Política Común de Seguridad y Defensa (PCSD) . Desde el 5 de junio de 2023, la misión está dirigida por la juez alemana Katja Dominik. Sucede a la agente de policía alemana Antje Pittelkau, que dirigió la misión de 2021 a 2023 y fue, por tanto, la primera mujer en la historia de las misiones civiles de la UE en este puesto de liderazgo.
El 1 de octubre de 2022 se prorrogó la misión hasta el 30 de septiembre de 2024. 

## Mandato
Desde su creación en 2012, la Misión tiene el mandato de capacitar y asesorar a las fuerzas de seguridad internas de Níger, en particular la Policía Nacional, la Gendarmería y la Garde Nationale, con especial énfasis en la lucha contra el terrorismo y la delincuencia organizada. Más específicamente, el apoyo a las fuerzas de seguridad interna del país incluye lo siguiente: 
- Apoyar a las fuerzas de seguridad en la mejora de su interoperabilidad y en el establecimiento de estrategias operativas comunes.
- Apoyar a las fuerzas de seguridad en la mejora de sus competencias técnicas, incluidas sus políticas de gestión de recursos humanos, capacitación y logística.
- Apoyar a las fuerzas de seguridad en la mejora de su control sobre los flujos migratorios y la migración irregular y su lucha contra la actividad delictiva asociada.
- Apoyar al país en la coordinación de esfuerzos regionales e internacionales en la lucha contra el terrorismo y el crimen organizado.[1]«About EUCAP Sahel Niger». EEAS - European External Action Service - European Commission (en inglés). Consultado el 7 de mayo de 2020.</ref>

## Historia
En respuesta a una solicitud del gobierno de Níger, la Misión fue establecida por el Consejo de la UE en julio de 2012, inicialmente por un período de dos años. La solicitud fue motivada por la creciente preocupación por el terrorismo y el crimen organizado en la región. El coronel Francisco Espinosa Navas fue designado para dirigir la EUCAP Sahel Níger durante el primer año.
La sede de la Misión se estableció en Niamey con dos oficinas de enlace en Bamako (Malí) y Nuakchot (Mauritania). Mientras que las oficinas de enlace en los países vecinos se cerraron posteriormente, en 2016 se abrió una oficina de campo en la ciudad de Agadez, en el norte de Níger.